# Christoph Kramer
Christoph Kramer (Solingen, 19 febbraio 1991) è un ex calciatore tedesco, di ruolo centrocampista. Con la nazionale tedesca è stato campione del mondo nel 2014.

## Caratteristiche tecniche
È un mediano dotato di visione di gioco. Talvolta nel corso delle partite si sposta nel ruolo di difensore centrale, dove riesce a far valere la prestanza fisica e l'abilità nel gioco aereo. Possiede anche un'elevata resistenza allo sforzo fisico.

## Carriera

### Club

#### Gli inizi
Kramer inizia a giocare a calcio a cinque anni nel BV Gräfrath, per poi passare al Bayer Leverkusen, dove svolge il resto della carriera giovanile, salvo una parentesi di due anni nel Fortuna Düsseldorf. Nel 2010 esordisce in Regionalliga, quarta serie del calcio tedesco, nelle file della seconda squadra delle Aspirine.

#### Bochum
Per le due stagioni successive viene ceduto in prestito al Bochum, dove debutta fra i professionisti in 2. Bundesliga.

#### Borussia Mönchengladbach
Nel 2013 viene ceduto in prestito per due stagioni al Borussia Mönchengladbach.

#### Bayer Leverkusen
Il 22 dicembre 2014 il Bayer Leverkusen annuncia il ritorno di Kramer al termine del campionato e il prolungamento del contratto fino al 2019.

#### Ritorno al Borussia Mönchengladbach
L'8 giugno 2016 viene acquistato, a titolo definitivo, dal Borussia Mönchengladbach, con cui firma un contratto della durata di cinque anni.
Il 16 agosto 2024 annuncia la rescissione contrattuale con il club.

### Nazionale
Kramer ha fatto parte delle selezioni Under-19 e Under-20 della Germania. Convocato dal commissario tecnico tedesco Joachim Löw, esordisce nella nazionale maggiore nell'amichevole del 13 maggio 2014 contro la Polonia. Convocato per il Mondiale 2014, Kramer subentra in campo negli ultimi minuti delle sfide contro l'Algeria agli ottavi di finale e la Francia ai quarti. Nella vittoriosa finale del 13 luglio contro l'Argentina Kramer parte titolare al posto dell'infortunato Sami Khedira, infortunandosi però anch'egli a causa di un violento colpo subito alla testa in uno scontro con l'argentino Ezequiel Garay, che costringe Löw a sostituirlo con André Schürrle alla mezz'ora del primo tempo. In seguito a tale scontro Kramer ha ammesso di non ricordare quasi nulla della finale e dei festeggiamenti.

## Statistiche

### Presenze e reti nei club
Statistiche aggiornate al 24 febbraio 2024.
| Stagione                   | Squadra                    | Campionato                 | Campionato | Campionato | Coppe nazionali | Coppe nazionali | Coppe nazionali | Coppe continentali | Coppe continentali | Coppe continentali | Altre coppe | Altre coppe | Altre coppe | Totale | Totale |
| Stagione                   | Squadra                    | Comp.                      | Pres.      | Reti       | Comp.           | Pres.           | Reti            | Comp.              | Pres.              | Reti               | Comp.       | Pres.       | Reti        | Pres.  | Reti   |
| -------------------------- | -------------------------- | -------------------------- | ---------- | ---------- | --------------- | --------------- | --------------- | ------------------ | ------------------ | ------------------ | ----------- | ----------- | ----------- | ------ | ------ |
| 2011-2012                  | Bochum                     | 2.B                        | 32         | 1          | CG              | 3               | 0               | -                  | -                  | -                  | -           | -           | -           | 35     | 1      |
| 2012-2013                  | Bochum                     | 2.B                        | 29         | 3          | CG              | 3               | 0               | -                  | -                  | -                  | -           | -           | -           | 32     | 3      |
| Totale Bochum              | Totale Bochum              |                            | 61         | 4          |                 | 6               | 0               |                    | -                  | -                  |             | -           | -           | 67     | 4      |
| 2013-2014                  | Borussia M'Gladbach        | BL                         | 33         | 3          | CG              | 1               | 0               | -                  | -                  | -                  | -           | -           | -           | 34     | 3      |
| 2014-2015                  | Borussia M'Gladbach        | BL                         | 30         | 2          | CG              | 3               | 0               | UEL                | 6                  | 0                  | -           | -           | -           | 39     | 2      |
| 2015-2016                  | Bayer Leverkusen           | BL                         | 28         | 0          | CG              | 4               | 0               | UCL+UEL            | 8+4                | 0                  | -           | -           | -           | 44     | 0      |
| 2016-2017                  | Borussia M'Gladbach        | BL                         | 24         | 0          | CG              | 4               | 0               | UCL+UEL            | 7+3                | 0                  | -           | -           | -           | 38     | 0      |
| 2017-2018                  | Borussia M'Gladbach        | BL                         | 27         | 3          | CG              | 1               | 0               | -                  | -                  | -                  | -           | -           | -           | 28     | 3      |
| 2018-2019                  | Borussia M'Gladbach        | BL                         | 18         | 2          | CG              | 1               | 0               | -                  | -                  | -                  | -           | -           | -           | 19     | 2      |
| 2019-2020                  | Borussia M'Gladbach        | BL                         | 22         | 0          | CG              | 0               | 0               | UEL                | 4                  | 0                  | -           | -           | -           | 26     | 0      |
| 2020-2021                  | Borussia M'Gladbach        | BL                         | 28         | 0          | CG              | 4               | 0               | UCL                | 7                  | 1                  | -           | -           | -           | 39     | 1      |
| 2021-2022                  | Borussia M'Gladbach        | BL                         | 18         | 0          | CG              | 1               | 0               | -                  | -                  | -                  | -           | -           | -           | 19     | 0      |
| 2022-2023                  | Borussia M'Gladbach        | BL                         | 29         | 0          | CG              | 1               | 0               | -                  | -                  | -                  | -           | -           | -           | 30     | 0      |
| 2023-2024                  | Borussia M'Gladbach        | BL                         | 14         | 0          | CG              | 2               | 0               | -                  | -                  | -                  | -           | -           | -           | 16     | 0      |
| Totale Borussia M'Gladbach | Totale Borussia M'Gladbach | Totale Borussia M'Gladbach | 243        | 10         |                 | 18              | 0               |                    | 27                 | 1                  |             | -           | -           | 288    | 11     |
| Totale carriera            | Totale carriera            | Totale carriera            | 332        | 14         |                 | 26              | 0               |                    | 39                 | 1                  |             | -           | -           | 399    | 15     |

### Cronologia presenze e reti in nazionale
| Cronologia completa delle presenze e delle reti in nazionale ― Germania | Cronologia completa delle presenze e delle reti in nazionale ― Germania | Cronologia completa delle presenze e delle reti in nazionale ― Germania | Cronologia completa delle presenze e delle reti in nazionale ― Germania | Cronologia completa delle presenze e delle reti in nazionale ― Germania | Cronologia completa delle presenze e delle reti in nazionale ― Germania | Cronologia completa delle presenze e delle reti in nazionale ― Germania | Cronologia completa delle presenze e delle reti in nazionale ― Germania |
| Data                                                                    | Città                                                                   | In casa                                                                 | Risultato                                                               | Ospiti                                                                  | Competizione                                                            | Reti                                                                    | Note                                                                    |
| ----------------------------------------------------------------------- | ----------------------------------------------------------------------- | ----------------------------------------------------------------------- | ----------------------------------------------------------------------- | ----------------------------------------------------------------------- | ----------------------------------------------------------------------- | ----------------------------------------------------------------------- | ----------------------------------------------------------------------- |
| 13-5-2014                                                               | Amburgo                                                                 | Germania                                                                | 0 – 0                                                                   | Polonia                                                                 | Amichevole                                                              | -                                                                       |                                                                         |
| 1-6-2014                                                                | Mönchengladbach                                                         | Germania                                                                | 2 – 2                                                                   | Camerun                                                                 | Amichevole                                                              | -                                                                       | 73’                                                                     |
| 30-6-2014                                                               | Porto Alegre                                                            | Germania                                                                | 2 – 1 dts                                                               | Algeria                                                                 | Mondiali 2014 - Ottavi di finale                                        | -                                                                       | 109’                                                                    |
| 4-7-2014                                                                | Rio de Janeiro                                                          | Francia                                                                 | 0 – 1                                                                   | Germania                                                                | Mondiali 2014 - Quarti di finale                                        | -                                                                       | 90+2’                                                                   |
| 13-7-2014                                                               | Rio de Janeiro                                                          | Germania                                                                | 1 – 0 dts                                                               | Argentina                                                               | Mondiali 2014 - Finale                                                  | -                                                                       | 31’                                                                     |
| 3-9-2014                                                                | Düsseldorf                                                              | Germania                                                                | 2 – 4                                                                   | Argentina                                                               | Amichevole                                                              | -                                                                       |                                                                         |
| 7-9-2014                                                                | Dortmund                                                                | Germania                                                                | 2 – 1                                                                   | Scozia                                                                  | Amichevole                                                              | -                                                                       |                                                                         |
| 11-10-2014                                                              | Varsavia                                                                | Polonia                                                                 | 2 – 0                                                                   | Germania                                                                | Qual. Euro 2016                                                         | -                                                                       | 71’                                                                     |
| 25-3-2015                                                               | Kaiserslautern                                                          | Germania                                                                | 2 – 2                                                                   | Austria                                                                 | Amichevole                                                              | -                                                                       | 63’                                                                     |
| 10-6-2015                                                               | Colonia                                                                 | Germania                                                                | 1 – 2                                                                   | Stati Uniti                                                             | Amichevole                                                              | -                                                                       | 60’                                                                     |
| 7-9-2015                                                                | Glasgow                                                                 | Scozia                                                                  | 2 – 3                                                                   | Germania                                                                | Qual. Euro 2016                                                         | -                                                                       | 90+2’                                                                   |
| 29-3-2016                                                               | Monaco di Baviera                                                       | Germania                                                                | 4 – 1                                                                   | Italia                                                                  | Amichevole                                                              | -                                                                       | 90’                                                                     |
| Totale                                                                  |                                                                         | Presenze                                                                | 12                                                                      |                                                                         | Reti                                                                    | 0                                                                       |                                                                         |

## Palmarès

### Nazionale
- Campionato mondiale: 1

Brasile 2014